# Модемный пул
Модемный пул (англ. modem pool) — это несколько модемов, конструктивно и логически объединённых в группу. Модемные пулы использовались операторами связи для обслуживания входящих вызовов абонентов коммутируемых линии связи с целью обеспечения их доступом к Интернету.
Как правило, это более десятка бескорпусных модемов, размещённых в общем каркасе. Обычно модемный пул содержит управляющий процессор, который может контролировать работу модемов, а также в некоторых случаях выполнять функции маршрутизатора, управляющего встроенным последовательным интерфейсом (в таком случае, модемный пул подключается непосредственно к локальной сети).